# Anima e Corpo Orobica Calcio Femminile 2015-2016
Questa voce raccoglie le informazioni riguardanti l'Associazione Sportiva Dilettantistica Anima e Corpo Orobica Calcio Femminile nelle competizioni ufficiali della stagione 2015-2016.

## Stagione

### Rosa
Rosa aggiornata alla fine del campionato
| N. |                   | Ruolo | Calciatrice       |
| -- | ----------------- | ----- | ----------------- |
|    | Italia (bandiera) | P     | Eleonora Benigni  |
|    | Italia (bandiera) | P     | Silvia Monaci     |
|    | Italia (bandiera) | P     | Margherita Salvi  |
|    | Italia (bandiera) | D     | Federica Asperti  |
|    | Italia (bandiera) | D     | Marta Brasi       |
|    | Italia (bandiera) | D     | Giorgia Coffetti  |
|    | Italia (bandiera) | D     | Jodie Livoti      |
|    | Italia (bandiera) | D     | Guya Vavassori    |
|    | Italia (bandiera) | D     | Martina Zamboni   |
|    | Italia (bandiera) | C     | Chiara Barcella   |
|    | Italia (bandiera) | C     | Chiara Bonacina   |
|    | Italia (bandiera) | C     | Martina Foiadelli |
|    | Italia (bandiera) | C     | Valeria Madaschi  |
|    | Italia (bandiera) | C     | Cristina Merli    |

| N. |                   | Ruolo | Calciatrice               |
| -- | ----------------- | ----- | ------------------------- |
|    | Italia (bandiera) | C     | Federica Parsani          |
|    | Italia (bandiera) | C     | Chiara Poeta              |
|    | Italia (bandiera) | C     | Valeria Quistini          |
|    | Italia (bandiera) | C     | Rachele Sartirani         |
|    | Italia (bandiera) | C     | Amalia Vezzoli (capitano) |
|    | Italia (bandiera) | C     | Chiara Zanoletti          |
|    | Italia (bandiera) | A     | Giulia Algeri             |
|    | Italia (bandiera) | A     | Giorgia Cosma             |
|    | Italia (bandiera) | A     | Valeria Fodri             |
|    | Italia (bandiera) | A     | Elisa Gaspari             |
|    | Italia (bandiera) | A     | Chiara Massussi           |
|    | Italia (bandiera) | A     | Luana Merli               |
|    | Italia (bandiera) | A     | Vanessa Rossi             |

## Risultati

### Serie B

#### Girone di andata
| Arbitro: | Luciano (Bologna) |

|                     |           |               |
| C. Merli 25’ (rig.) | Marcatori | 90+6’ Welbeck |

| Arbitro: | Gandolfo (Bra) |

|                         |           |                                         |
| Merlo 45’, 90+2’ (rig.) | Marcatori | 31’ L. Merli 36’ Vavassori 69’ Massussi |

| Arbitro: | Abagnale (Parma) |

|                           |           |  |
| Massussi 53’ L. Merli 57’ | Marcatori |  |

#### Girone di ritorno
| Arbitro: | Luciano (Bologna) |

|                 |           |             |
| De Vincenzi 18’ | Marcatori | 45’ Parsani |

| Arbitro: | Bianchini (Terni) |

|              |           |                                                                  |
| L. Merli 49’ | Marcatori | 14’ Bonfantini 34’ Pedrazzani 57’ Abati 77’ Spinelli 89’ Pandini |

| Arbitro: | Castellone (Napoli) |

|                                    |           |                         |
| Peretti 6’, 10’, 12’ Capovilla 60’ | Marcatori | 14’ Zamboni 46’ Gaspari |

### Coppa Italia

#### Turno preliminare
Quadrangolare C
| Arbitro: | Luca Noè Marseglia (Milano) |

|                                               |           |  |
| Barcella 44’ L. Merli 50’ Quistini 87’ (rig.) | Marcatori |  |

| Meda 11 ottobre 2015, ore 14:30 CEST 2ª giornata                                               | Real Meda | 1 – 4 referto                                      | Orobica |  |
| \| \| \| \| \| Dubini 2’ \| Marcatori \| 20’ Coffetti 60’ Gaspari 81’ Massussi 86’ L. Merli \| |           |                                                    |         |  |
|                                                                                                |           |                                                    |         |  |
| Dubini 2’                                                                                      | Marcatori | 20’ Coffetti 60’ Gaspari 81’ Massussi 86’ L. Merli |         |  |

| Ponte Lambro 25 ottobre 2015, ore 14:30 CET 3ª giornata | Como 2000 | 0 – 0 referto | Orobica | Stadio Comunale |

#### Sedicesimi di finale
| Azzano San Paolo 15 novembre 2015, ore 14:30              | Orobica   | 2 – 0 referto | Inter Milano | Stadio Comunale |
| \| \| \| \| \| Zamboni 2’ L. Merli 35’ \| Marcatori \| \| |           |               |              |                 |
|                                                           |           |               |              |                 |
| Zamboni 2’ L. Merli 35’                                   | Marcatori |               |              |                 |

#### Ottavi di finale
| Arbitro: | Eugenio Scarpa (Collegno) |

|                                             |           |            |
| Giacinti 7’, 83’ Iannella 16’ Cambiaghi 81’ | Marcatori | 3’ Gaspari |

## Statistiche

### Statistiche di squadra
| Competizione | Punti | In casa | In casa | In casa | In casa | In casa | In casa | In trasferta | In trasferta | In trasferta | In trasferta | In trasferta | In trasferta | Totale | Totale | Totale | Totale | Totale | Totale | DR  |
| Competizione | Punti | G       | V       | N       | P       | Gf      | Gs      | G            | V            | N            | P            | Gf           | Gs           | G      | V      | N      | P      | Gf     | Gs     | DR  |
| ------------ | ----- | ------- | ------- | ------- | ------- | ------- | ------- | ------------ | ------------ | ------------ | ------------ | ------------ | ------------ | ------ | ------ | ------ | ------ | ------ | ------ | --- |
| Serie B      | 35    | 11      | 5       | 2       | 4       | 27      | 20      | 11           | 5            | 3            | 3            | 25           | 25           | 22     | 10     | 5      | 7      | 52     | 45     | +7  |
| Coppa Italia | -     | 2       | 2       | 0       | 0       | 5       | 0       | 3            | 1            | 1            | 1            | 5            | 5            | 5      | 3      | 1      | 1      | 10     | 5      | +5  |
| Totale       | -     | 13      | 7       | 2       | 4       | 32      | 20      | 14           | 6            | 4            | 4            | 30           | 30           | 27     | 13     | 6      | 8      | 62     | 50     | +12 |

### Statistiche delle giocatrici
Presenze e reti fatte e subite.
| Giocatore    | Serie B  | Serie B | Serie B     | Serie B    | Coppa Italia | Coppa Italia | Coppa Italia | Coppa Italia | Totale   | Totale | Totale      | Totale     |
| Giocatore    | Presenze | Reti    | Ammonizioni | Espulsioni | Presenze     | Reti         | Ammonizioni  | Espulsioni   | Presenze | Reti   | Ammonizioni | Espulsioni |
| ------------ | -------- | ------- | ----------- | ---------- | ------------ | ------------ | ------------ | ------------ | -------- | ------ | ----------- | ---------- |
| C. Algeri    | 1        | 0       | 0           | 0          | ?            | ?            | ?            | ?            | 1+       | 0+     | 0+          | 0+         |
| F. Asperti   | 21       | 2       | 2           | 0          | ?            | 1            | ?            | ?            | 21+      | 3      | 2+          | 0+         |
| C. Barcella  | 20       | 0       | 4           | 0          | ?            | ?            | ?            | ?            | 20+      | 0+     | 4+          | 0+         |
| E. Benigni   | 0        | 0       | 0           | 0          | ?            | ?            | ?            | ?            | 0+       | 0+     | 0+          | 0+         |
| C. Bonacina  | 10       | 2       | 2           | 0          | ?            | ?            | ?            | ?            | 10+      | 2+     | 2+          | 0+         |
| M. Brasi     | 18       | 0       | 2           | 1          | ?            | ?            | ?            | ?            | 18+      | 0+     | 2+          | 1+         |
| G. Coffetti  | 11       | 0       | 0           | 0          | ?            | 1            | ?            | ?            | 11+      | 1      | 0+          | 0+         |
| G. Cosma     | 1        | 0       | 0           | 0          | ?            | ?            | ?            | ?            | 1+       | 0+     | 0+          | 0+         |
| V. Fodri     | 18       | 3       | 0           | 1          | ?            | ?            | ?            | ?            | 18+      | 3+     | 0+          | 1+         |
| M. Foiadelli | 1        | 0       | 0           | 0          | ?            | ?            | ?            | ?            | 1+       | 0+     | 0+          | 0+         |
| E. Gaspari   | 22       | 7       | 4           | 0          | ?            | 2            | ?            | ?            | 22+      | 9      | 4+          | 0+         |
| J. Livoti    | 1        | 0       | 0           | 0          | ?            | ?            | ?            | ?            | 1+       | 0+     | 0+          | 0+         |
| V. Madaschi  | 1        | 0       | 0           | 0          | ?            | ?            | ?            | ?            | 1+       | 0+     | 0+          | 0+         |
| C. Massussi  | 21       | 6       | 1           | 0          | ?            | 1            | ?            | ?            | 21+      | 7      | 1+          | 0+         |
| C. Merli     | 20       | 7       | 5           | 0          | ?            | ?            | ?            | ?            | 20+      | 7+     | 5+          | 0+         |
| L. Merli     | 21       | 19      | 1           | 0          | ?            | 3            | ?            | ?            | 21+      | 22     | 1+          | 0+         |
| S. Monaci    | 3        | 0       | 0           | 0          | ?            | ?            | ?            | ?            | 3+       | 0+     | 0+          | 0+         |
| F. Papini    | 1        | 0       | 0           | 0          | ?            | ?            | ?            | ?            | 1+       | 0+     | 0+          | 0+         |
| F. Parsani   | 13       | 2       | 0           | 0          | ?            | ?            | ?            | ?            | 13+      | 2+     | 0+          | 0+         |
| C. Poeta     | 6        | 0       | 0           | 0          | ?            | ?            | ?            | ?            | 6+       | 0+     | 0+          | 0+         |
| V. Quistini  | 6        | 1       | 0           | 0          | ?            | 1            | ?            | ?            | 6+       | 2      | 0+          | 0+         |
| V. Rossi     | 1        | 0       | 0           | 0          | ?            | ?            | ?            | ?            | 1+       | 0+     | 0+          | 0+         |
| M. Salvi     | 20       | 0       | 1           | 0          | ?            | ?            | ?            | ?            | 20+      | 0+     | 1+          | 0+         |
| R. Sartirani | 7        | 0       | 1           | 0          | ?            | ?            | ?            | ?            | 7+       | 0+     | 1+          | 0+         |
| G. Vavassori | 21       | 1       | 4           | 1          | ?            | ?            | ?            | ?            | 21+      | 1+     | 4+          | 1+         |
| A. Vezzoli   | 21       | 0       | 1           | 0          | ?            | ?            | ?            | ?            | 21+      | 0+     | 1+          | 0+         |
| M. Zamboni   | 16       | 2       | 3           | 0          | ?            | 1            | ?            | ?            | 16+      | 3      | 3+          | 0+         |
| C. Zanoletti | 0        | 0       | 0           | 0          | ?            | ?            | ?            | ?            | 0+       | 0+     | 0+          | 0+         |